# Camber (East Sussex)
Camber è un villaggio e parrocchia civile dell'Inghilterra, appartenente alla contea dell'East Sussex.

## Monumenti e luoghi d'interesse

### Architetture militari
- Castello di Camber (XVI secolo)[1][2]